# 三和町上三坂
三和町上三坂（みわまち かみみさか）は、福島県いわき市の大字である。郵便番号は970-1374。

## 地理
いわき市中部の三和地区に属する。北東で三和町中三坂、南東で三和町上市萱、南で石川郡古殿町山上、西で石川郡平田村北方、北で石川郡平田村鴇子、田村郡小野町和名田とそれぞれ隣接する。概ね町村制施行以前の磐前郡上三坂村の流れを汲む地域である。二級水系夏井川水系三坂川上流域を主な範囲とする。三坂川をはじめとする川沿いの谷あいに水田が広がり、支流の綱木川合流点の下流側、国道349号と福島県道20号いわき上三坂小野線との合流点付近に集落が広がる。内郷御厩町内に所在するいわき中央警察署及び三和町下市萱に所在する内郷消防署三和分遣所がそれぞれ管轄にあたる。

### 主な字
字
- 芝山
- 水田
- 綱木
- 山下

- 作田
- 山神前
- 屋地
- 中町

- 児ノ内
- 立町
- 本町
- 古事又

### 山岳
- 塩見山
- 芝山

### 河川
二級水系夏井川水系
- 三坂川
  - 綱木川
  - 古事又川

## 歴史
- 1879年1月27日 - 笠間藩領上三坂村が福島県内における郡区町村制の施行により磐前郡の村となる[4]。
- 1889年4月1日 - 町村制の施行により上三坂村が下三坂村、中三坂村、差塩村と合併し三阪村が発足する。旧上三坂村域は三坂村の大字となる。[4]。
- 1896年4月1日 - 磐前郡と周辺郡との合併により石城郡が発足し、石城郡三阪村となる[4]。
- 1955年2月11日 - 石城郡三阪村が永戸村、沢渡村と合併し三和村となり、三和村の大字となる[4]。
- 1966年10月1日 - 三和村が平市・磐城市・常磐市・勿来市・内郷市、石城郡遠野町・四倉町・小川町・川前村・田人村・好間村、双葉郡久之浜町・大久村と合併しいわき市となり、いわき市三和地区の大字となる[4]。

## 世帯数と人口
2023年10月31日現在の世帯数と人口は以下の通りである。
| 大字         | 世帯数 | 人口  |
| ------------ | ------ | ----- |
| 三和町上三坂 | 90世帯 | 224人 |

## 小・中学校の学区
市立小・中学校に通う場合、学区は以下の通りとなる。
| 番地 | 小学校               | 中学校               |
| ---- | -------------------- | -------------------- |
| 全域 | いわき市立三和小学校 | いわき市立三和中学校 |

## 交通

### 道路
- 国道49号
- 国道349号
- 福島県道20号いわき上三坂小野線
- 一級市道上三坂下市萱線（旧国道49号）
  - 長沢峠

## 施設
- 三阪郵便局
- 芝山自然公園
- 三坂城跡
- 綿津見神社
- 牛頭神社